# Murad Bej
Murad Bej (1750 Tbilisi – 1. května 1801 Bání Suvajf) byl mamlúcký emír, místodržitel Egypta, protivník Napoleona Bonaparta při jeho egyptském tažení.

## Původ a kariéra

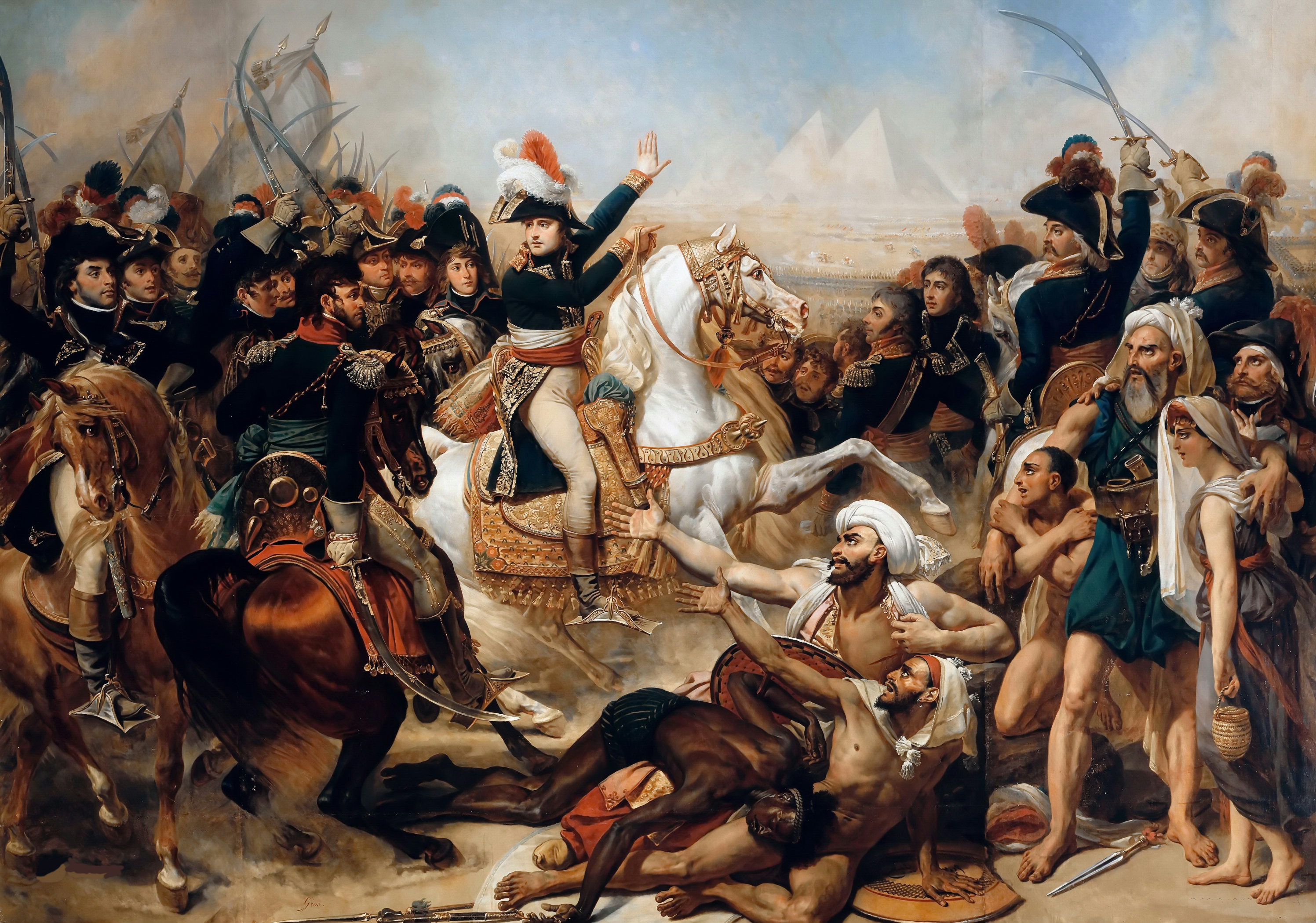
Antoine-Jean Gros:Napoleon vítězí nad Mamlúky v bitvě u pyramid roku 1798

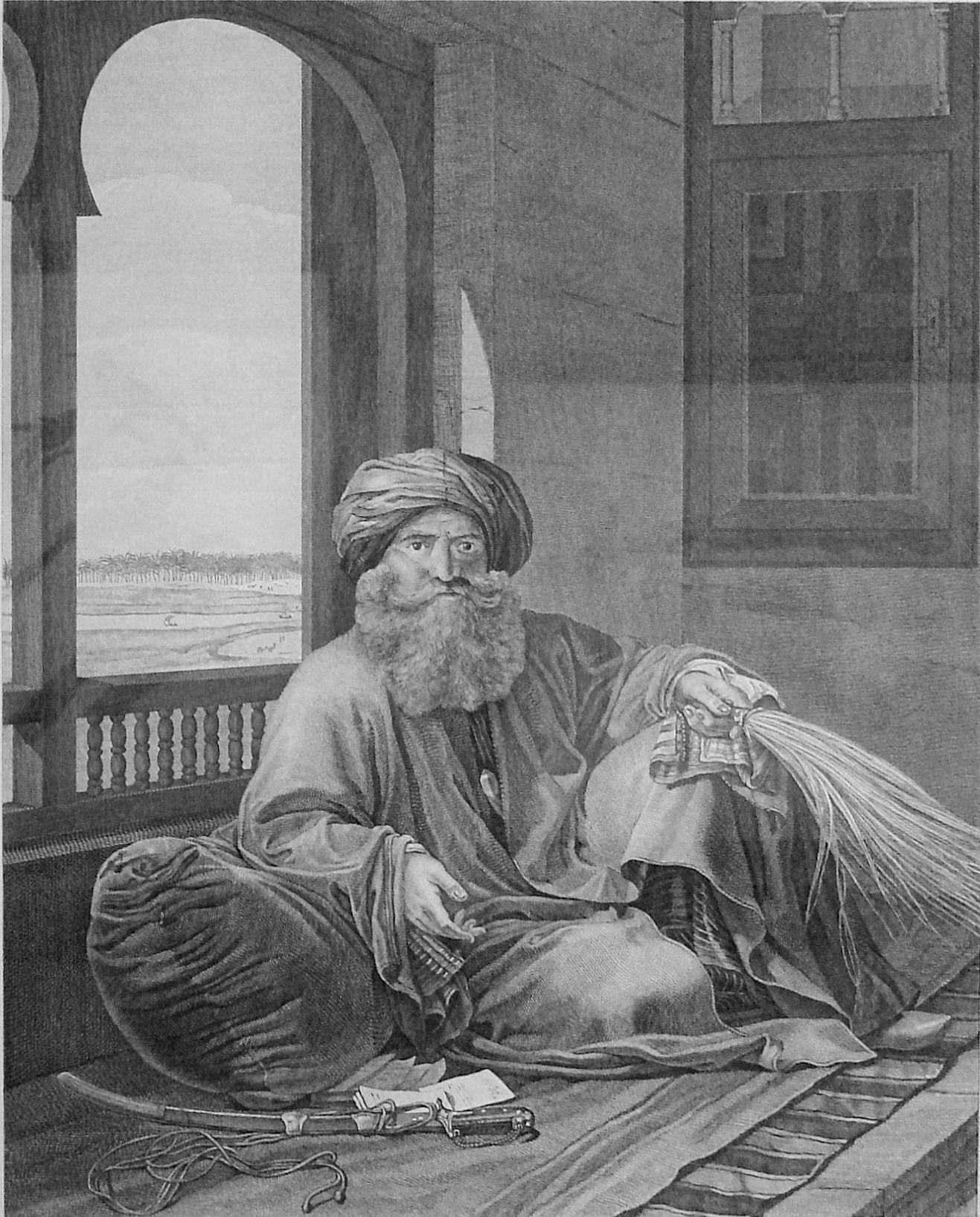
Murad Bej Mohamed, ilustrace z knihy André Dutertrea Description de l'Egypte z roku 1809

Byl pravděpodobně gruzínského etnického původu  Patřil k nejdivočejším z mameluckých vůdců. V době úpadku Osmanské říše, za slabé vlády sultána Selima III., se stal místodržitelem Egypta. Přestože byl sultánovi formálně podřízen, usurpoval si neomezenou moc a se svým bratrem Ibrahimem vládl v Egyptě v podstatě nezávisle, až do příchodu Francouzů v roce 1798.

## Bitva u pyramid
Napoleon při egyptském tažení vyrazil s dvaceti tisíci vojáků pěti divizí. 21. července 1798 u města Šubra Chit (arabsky معركة شبراخيت, anglicky Shubra Khit, francouzsky Chebreiss) mezi Káhirou a pyramidami v Gíze narazil na kavalerii mamlúků a feláhů vedenou Muradem Bejem a zcela je porazil. Na obraze Napoleonova dvorního malíře Antoina Jeana Grose je vypodobněn moment střetu s civilním obyvatelstvem, pravděpodobně rodin feláhů, které Napoleon překvapil beze zbraní nepřipravené k obraně.
V následné pozemní Bitvě u pyramid měl Murad Bej nad francouzským expedičním sborem sice početní přesilu, zásadním nedostatkem byla špatná výzbroj jeho bojovníků a neschopnost odchýlit se od tradiční mamelucké taktiky jezdeckých útoků. Francouzi mamlůcké vojsko zmasakrovali. Murad Bej uprchl a po této porážce již nebyl schopen svést s Francouzi další bitvu a riskovat v ní podobné ztráty.
Paralelně s bitvou u pyramid probíhala námořní bitva, Francouzskou flotilu vedl Napoleonův admirál Jean-Baptiste Perrée, v čele mamlúckého loďstva byl Ibrahim Bej.
Bratři Murad a Ibrahim ustoupili do Horního Egypta a spokojili se v následujících letech s lokálními nájezdy na osamocené francouzské jednotky. Později Murad Bej uzavřel s Napoleonem mír, nezávisle na sultánovi. Bojoval pak o vládu v Egyptě s Turky.
Zemřel při morové epidemii v roce 1801. V roce 1811 byli zbylí náčelníci Mamlúků zákeřně vyvražděni Muhamadem Alim.